# Gergő Lovrencsics
Gergő Lovrencsics (* 1. September 1988 in Szolnok) ist ein ungarischer ehemaliger Fußballnationalspieler. Der sowohl in der Abwehr als auch im Mittelfeld einsetzbare Spieler spielt seit 2013 für die ungarische Nationalmannschaft. Derzeit spielt er für NK Solin in der zweiten kroatischen Liga.

## Karriere

### Verein
Lovrencsics spielte von 2006 bis 2008 bei dem zweitklassigen Budapester Vorortverein Budafoki LC, mit dem er 2007 in die dritte Liga abstieg. 2008 wechselte er zum zweitklassigen Pécsi Mecsek FC. Mit dem Verein wurde er 2010/11 Meister der zweiten Liga der Staffel West, womit der Verein nach vier Zweitligaspielzeiten wieder in die erste Liga zurückkehrte. Er wechselte aber zum ebenfalls in der ersten Liga spielenden Lombard Pápa, mit dem er als Drittletzter mit acht Punkten Abstand zu einem Abstiegsplatz dem Abstieg entging, wogegen sein alter Verein sogar zwei Plätze besser platziert war.
Zur Saison 2012/13 wurde er an den polnischen Erstligisten Lech Posen verliehen, mit dem er in der UEFA Europa League 2012/13 erstmals auf europäischer Ebene spielte, für die sich der Verein als Vierter der Vorsaison qualifiziert hatte. Mit Lech überstand er die ersten beiden Qualifikationsrunden und schaltete dabei den kasachischen Vizemeister Schetissu Taldyqorghan und den aserbaidschanischen Vizemeister FK Xəzər Lənkəran aus. Dabei erzielte er gegen die Kasachen sein bisher einziges Europokaltor. In der dritten Runde war dann der schwedische Vizemeister AIK Solna stärker.
In der Liga wurde er mit Lech Vizemeister und war damit für die 2. Qualifikationsrunde der Europa League 2013/14 qualifiziert, aber im Pokal scheiterte Lech bereits in der zweiten Runde am Zweitligisten Olimpia Grudziądz. Zur Spielzeit 2013/14 wurde er dann komplett übernommen und erhielt einen Vertrag bis 2016. In der UEFA Europa League 2013/14 überstand Lech die 2. Qualifikationsrunde gegen den finnischen Vizemeister FC Honka Espoo. In der 3. Runde scheiterten sie dann aufgrund der Auswärtstorregel am litauischen Vizemeister und Pokalsieger Žalgiris Vilnius. Die Liga wurde erneut als Vizemeister abgeschlossen, im Pokal schied er mit Lech im Achtelfinale gegen den Zweitligisten Miedź Legnica aus.
Die zweite Qualifikationsrunde zur UEFA Europa League 2014/15 überstand Lech gegen den estnischen Vizemeister JK Nõmme Kalju, in der folgenden Runde war der Dritte der isländischen Liga UMF Stjarnan mit einem einzigen Tor in zwei Spielen im Vorteil. 2015 wurde er dann mit Lech polnischer Meister. Im Pokal verlor Lech aber das Finale gegen Legia Warschau mit 1:2, Lovrencsics kam aber nur im Sechzehntel- und Achtelfinale zum Einsatz.
Als Meister war Lech für die 2. Qualifikationsrunde der Champions League 2015/16 qualifiziert, die gegen den bosnischen Meister FK Sarajevo überstanden wurde. In der dritten Runde war dann der Schweizer Meister FC Basel stärker. Lech durfte aber dann in den Play-offs der UEFA Europa League 2015/16 weitermachen. Hier setzten sie sich gegen den ungarischen Meister Videoton FC durch und erreichten die Gruppenphase, wo sie erneut auf den FC Basel trafen, der zusammen mit dem AC Florenz die Gruppe dominierte. Für Lech blieb nur der dritte Platz.
2015/16 konnte Lech in der Liga nicht an die Leistungen der Vorjahre anknüpfen und wurde nur Siebter. Im Pokal kam es zur Neuauflage des Vorjahresfinales und wieder hatte Lech gegen Legia das Nachsehen, diesmal stand er aber bis zur 92. Minute auf dem Feld, dann wurde für ihn der Stürmer Kamil Jóźwiak eingewechselt, ohne dass sich am Ergebnis (0:1) noch etwas änderte.
Zur Saison 2016/17 wechselte er in seine ungarische Heimat zum ungarischen Meister und Pokalsieger Ferencváros Budapest. Als Meister war Ferencváros für die 2. Qualifikationsrunde zur UEFA Champions League 2016/17 qualifiziert. Dort scheiterten sie an FK Partizani Tirana im Elfmeterschießen, nachdem beide Spiele mit 1:1 geendet hatten. In der Saison 2016/17 konnten sie zwar den Pokal gegen Ortsrivale Vasas verteidigen. In der Liga reichte es aber nur zum vierten Platz, der zur Teilnahme an der 1. Qualifikationsrunde zur UEFA Europa League 2017/18 berechtigte. Diese überstanden sie mit zwei Siegen gegen den lettischen Vizemeister FK Jelgava. In der zweiten Runde kam dann das Aus nach zwei Niederlagen gegen FC Midtjylland. Dabei spielte er beim 1:3 im Rückspiel zusammen mit seinem jüngeren Bruder Balázs. Dieser spielt seit der Saison 2017/18 auch bei Ferencváros. Die Saison 2018/19 konnte mit der Meisterschaft abgeschlossen werden. In der UEFA Europa League 2018/19 scheiterte die Mannschaft in der  1. Qualifikationsrunde nach einem 1:1 im Heimspiel durch eine 0:1-Niederlage bei Maccabi Tel Aviv. In der UEFA Champions League 2019/20 wurden die ersten beiden Qualifikationsrunden überstanden, die 3. Qualifikationsrunde brachte dann das Aus durch eine 0:4-Heimniederlage gegen Dinamo Zagreb nach einem 1:1 im Auswärtsspiel. Die Mannschaft konnte sich dann in der 3. Qualifikationsrunde der UEFA Europa League 2019/20 für die Gruppenphase qualifizieren, schied dort aber als Dritter aus. In der UEFA Champions League 2020/21 erreichte er mit Ferencváros die Gruppenphase, in der aber nur im Heimspiel gegen Dynamo Kiew ein Punkt gewonnen wurde. Als Gruppenletzte schieden sie aus.
Nach der Meisterschaft 2020/21 wechselte er nach Kroatien zu Hajduk Split. Mit Hajduk schied er in der 2. Qualifikationsrunde zur neu geschaffenen UEFA Europa Conference League 2021/22 aus.

### Nationalmannschaft
Lovrencsics wurde erstmals im Juni 2013 zu einem Länderspiel der ungarischen Fußballnationalmannschaft eingeladen und kam am 6. Juni im Freundschaftsspiel gegen Kuwait zu seinem ersten Länderspiel, als er zur zweiten Halbzeit eingewechselt wurde. In den nächsten 14 Länderspielen kam er siebenmal zum Einsatz, aber nie über 90 Minuten. Dann folgte eine Pause von elf Monaten, in der er bei sechs Spielen nur dreimal auf der Bank saß. Am 11. Oktober 2015 kam er dann beim letzten Gruppenspiel in der Qualifikation für die EM 2016 gegen Griechenland wieder zum Einsatz und erzielte mit seinem ersten Länderspieltor das zwischenzeitliche 1:1, wurde allerdings nach 62 Minuten beim Stand von 2:2 ausgewechselt. Mit 3:4 verloren die Ungarn noch das Spiel. Die Ungarn hatten aber schon vorher den dritten Platz und damit einen Platz in der Relegation sicher. In dieser trafen sie zunächst in Oslo auf Norwegen und gewannen mit 1:0, wobei er für die Schlussviertelstunde für Kapitän Balázs Dzsudzsák eingewechselt wurde. Beim Rückspiel in Budapest spielte er dann erstmals über 90 Minuten und mit einem 2:1-Sieg qualifizierten sich die Ungarn erstmals seit 1972 für eine EM-Endrunde.
Am 9. Mai wurde er in den vorläufigen EM-Kader berufen und auch am 31. Mai für den endgültigen Kader berücksichtigt.   Nach der Kadernominerung kam er im letzten Testspiel bei der 0:2-Niederlage gegen Weltmeister Deutschland zu einem 90-minütigen Einsatz, bei dem er vom Kicker als einer von zwei Ungarn mit der Note „mangelhaft“ bewertet wurde. In den ersten beiden Gruppenspielen konnte er verletzungsbedingt nicht eingesetzt werden. Im dritten Spiel gegen den späteren Europameister Portugal, in dem auch mehrere Stammspieler geschont wurden, stand er dann erstmals in der Startaufstellung. Im Achtelfinale gegen Belgien gehörte er danach erneut zur ersten Elf. Ungarn verlor und schied aus.
In den auf die EM folgenden Qualifikationsspielen für die WM 2018 kam er in drei der ersten acht Spiele zum Einsatz. Da die Ungarn bereits nach diesen acht Spielen keine Chance mehr hatten sich für die WM zu qualifizieren, war eine WM-Teilnahme für ihn bisher nicht möglich. In der UEFA Nations League 2018/19 hatte er vier Einsätze und schaffte mit seiner Mannschaft als Gruppenzweite hinter Finnland den Aufstieg in die B-Liga. In der Qualifikation für die EM 2020 kam er in allen acht Gruppenspielen zum Einsatz. Am Ende reichte es nur zu Platz 4. Da sich die Finnen aber direkt für die EM qualifizieren konnten, haben die Ungarn als Zweite ihrer Nations-League-Gruppe noch die Chance sich über die Playoffs im März 2020 zu qualifizieren.
Zur Fußball-Europameisterschaft 2021 wurde er in den ungarischen Kader berufen, wo er in den Gruppenspielen eingesetzt wurde, kam aber mit diesem nicht über die Gruppenphase hinaus. Danach wurde er noch nicht wieder eingesetzt.

## Erfolge
- Ungarischer Zweitliga-Meister der Staffel West 2010/11
- Polnischer Meister 2014/15
- Polnischer Supercupsieger 2015/16 (ohne Einsatz)
- Ungarischer Pokalsieger 2016/17
- Ungarischer Meister 2018/19, 2019/20, 2020/21